# Edmond Bellemare
Camille-Edmond-Dieudonné Bellemare (Rouen, 29 juni 1833 - na 1878) was een Frans schoenmaker die op 8 september 1855 een moordpoging ondernam op de Franse keizer Napoleon III en keizerin Eugénie de Montijo.

## Biografie
Edmond Bellemare werd op zijn zestiende veroordeeld tot twee jaar gevangenisstraf wegens oplichting. In 1853 werd hij gearresteerd vanwege opruiing.
Op 8 september 1855 pleegde hij in de Parijse Rue du Marsollier een aanslag op de Franse keizer Napoleon III en keizerin Eugénie de Montijo. Op die dag bezocht het keizerlijke paar een Comédie-Italienne-voorstelling in de hoofdstad. Toen de koets met de hofdames van de keizerin passeerde, haalde Bellemare twee pistolen boven en richtte hij deze op de koets. Hij mikte echter niet en niemand werd door zijn schoten geraakt.
Bellemare werd na deze aanslag opgepakt en vastgehouden in het Hôpital Bicêtre, waar hij als krankzinnige werd behandeld. Een jaar later werd hij gedeporteerd naar Tahiti, een eiland dat deel uitmaakt van Frans-Polynesië, waar hij verbleef onder verder toezicht.
Als gevolg van een algemene amnestie kwam hij vrij in 1869, in de nadagen van het Tweede Franse Keizerrijk. Hij vertrok zonder enige bestaansmiddelen naar San Francisco, in de Verenigde Staten. Hij zou een jaar later reeds terugkeren naar Papeete, de hoofdstad van Tahiti, om het eiland definitief te verlaten in 1878 om zich opnieuw in Frankrijk te vestigen.
Enkele jaren na de aanslag op Napoleon III door Bellemare pleegde Felice Orsini op 14 januari 1858 een nieuwe aanslag op de Franse keizer. Orsini werd hiervoor ter dood veroordeeld en dit in tegenstelling tot Bellemare, die slechts werd verbannen en die na enkele jaren ook amnestie kreeg.